# Illasi
Illasi (Ilàsi in veneto) è un comune italiano di 5 150 abitanti, della provincia di Verona in Veneto.
Il comune fa parte delle città del vino e dell'unione comunale "Verona Est" (Caldiero, Colognola ai Colli, Illasi e Mezzane di Sotto).
Nel 2014 era stato presentato un progetto di fusione con Belfiore, Caldiero e Colognola ai Colli per formare un unico comune.

## Geografia fisica
Illasi dista 22 chilometri da Verona. Rispetto al capoluogo è in posizione nord est.
È uno dei primi paesi che si incontrano salendo la verdeggiante Val d'Illasi, che prende il nome dall'omonimo torrente (dagli abitanti chiamato semplicemente "Progno").
Situato nella fascia pedemontana ai piedi delle prime alture dei Monti Lessini, confina a nord con Tregnago, ad est con Cazzano di Tramigna, a sud con Colognola ai Colli e ad ovest con Lavagno e Mezzane di Sotto.
Come giurisdizione ecclesiastica il comune di Illasi fa parte della diocesi di Verona e sul suo territorio si trovano le parrocchie di Illasi (intitolata a San Giorgio) e Cellore (intitolata a San Zeno vescovo).

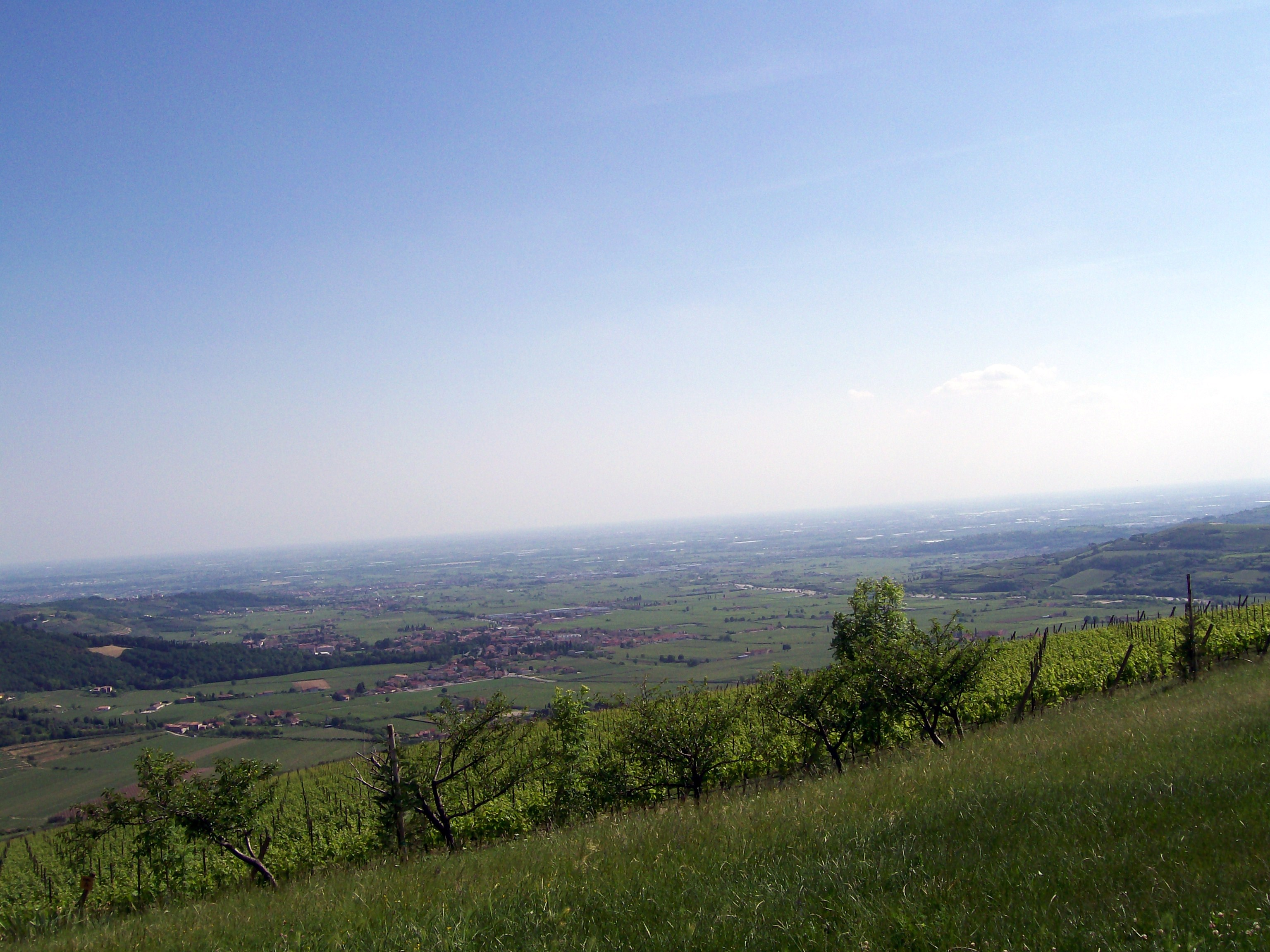
Veduta di Illasi dal monte Garzon.

## Origini del nome
Il nome Illasi sembra derivi dal nome di Illasius o Gelasius, un veterano dell'esercito romano, a cui fu dato un appezzamento di terra.

## Storia

### L'età preistorica: la necropoli di Arano
Il territorio di Illasi è stato abitato fin dall'età preistorica.
Se fino a pochi anni fa, unici indizi erano le tracce di selci lavorate che sono state ritrovate sul monte Garzon, a nord della frazione Cellore, ogni dubbio è stato fugato nel 2007. Presso la località di Arano, durante degli scavi per un cantiere è emersa una vasta area sepolcrale, che gli archeologi hanno datato fra la fine del III e gli inizi del II millennio a.C. (fine Età del rame – inizi Bronzo Antico). Sono state individuate 62 tombe, in cui erano deposti 73 individui.
Il ritrovamento è stato definito dagli studiosi "una delle più significative testimonianze dei riti e dei culti funerari praticati in Italia settentrionale all'alba del 2000 avanti Cristo".
Non si tratta di tumuli, ma di fosse scavate nel terreno, di circa 70 cm di profondità, con le pareti foderate di ciottoli. I corpi, deposti in posizione fetale, erano coperti da un assito a sua volta ricoperto con grossi ciottoli. Alcuni corpi hanno il capo a nord, altri a sud, ma quasi tutti rivolto a occidente.
In 14 tombe è stato trovato un semplice corredo: perline di pietra e di ceramica, un bicchiere di ceramica con dei denti, un pomolo di corno di un pugnale, un filo di rame o di bronzo e la punta metallica di un pugnale. Quattro sepolture sono più antiche, forse dell'Età del Rame, che nella zona alpina ha preceduto di circa mille anni quella del Bronzo.
Sul margine nordest della necropoli, ad un livello più profondo di circa 50 centimetri, e quindi più antico, si è notato un acciottolato a forma di triangolo isoscele con la base a est di 18 metri e i lati di 25 metri e tre sepolture sulla linea di base, prive di corredo.
Analoghe strutture, definite megalitiche, si trovano solo a Sion (Le Petit-Chasseur), a Aosta (Saint-Martin-de-Corléans), a Velturno, e per alcuni elementi a Sovizzo (Vicenza). La forma triangolare potrebbe rappresentare un pugnale, simbolo di potere, per cui i corpi sepolti sarebbero quelli di tre personaggi importanti della comunità, o la prua di una nave, che porta i defunti verso ovest, nella direzione del tramonto e del regno dei morti.

### L'età romana
In epoca romana, così come tutto il territorio circostante, Illasi è zona di centuriazione: divisa in appezzamenti distribuiti ai veterani delle legioni, che da soldati divenivano agricoltori. La coltivazione principale era probabilmente quella di cereali, visto l'antico nome della Valdillasi, "Longazeria", dal latino 'longa' e 'cerea'.
Diverse ritrovamenti confermano questa presenza: nel 1796 una piena del torrente Progno in località Cisolino porta in luce un monumento funerario della gens Sertoria (ora custodito al Museo Maffeiano di Verona), un'iscrizione scoperta in località Sorcé è oggi murata all'ingresso del Municipio, e altro materiale è affiorato nei secoli (monete, urne cinerarie) specialmente in località oggi ai confini del comune come San Colombano e Gusperino. Non sono state però scoperte ville signorili, il che fa pensare a una popolazione essenzialmente di piccoli proprietari contadini.

### L'età barbarica
In età barbarica il territorio continuò ad essere abitato: una piccola necropoli longobarda fu scoperta durante gli scavi per la costruzione della parrocchiale di Cellore, nel 1878.
Furono rinvenuti importanti reperti, risalenti al VII secolo: due croci in lamina d'oro e numerose armi di corredo funebre (scudi, spade, cuspidi di lancia, coltelli). Purtroppo dei venti pezzi oggi ne rimangono, presso il Museo di Castelvecchio, solo nove, fra cui uno splendido umbone (decorazione da scudo).
La chiesa di Santa Giustina fu uno dei primi centri di evangelizzazione della provincia di Verona, assieme alla pieve di Santa Giustina a Palazzolo. Da qui partirono i missionari che diffusero il cristianesimo nelle campagne dell'Est Veronese, probabilmente già dal V secolo in poi, e vi si svolgeva la più importante fiera della valle. Tuttavia dell'edificio, che doveva essere significativo, oggi resta solo fra gli olivi il suggestivo campanile del X secolo, con annessa chiesetta del XVIII secolo.

### L'età medievale

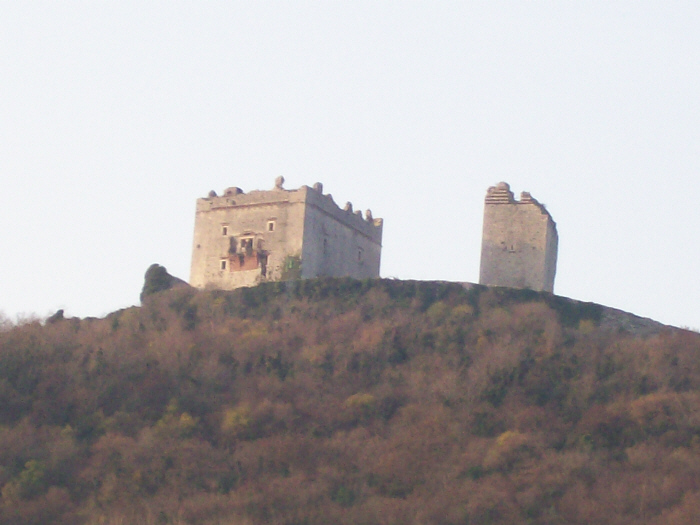
Il castello d'Illasi visto da Cazzano di Tramigna.

Gli abitanti di Illasi, oltre ai villaggi maggiori, nel medioevo erano sparsi in numerosi piccoli insediamenti, ancora identificabili oggi:, come Arano, Sorcè, Semonte, Colarè, Pagnaghe, Cisolino, Gusperino, Figarolo, Valnogara, Montecurto ecc. Il territorio di Illasi ("curia") era più vasto dell'attuale comune: infatti, a causa della scarsità d'acqua, gli abitanti avevano ottenuto dall'imperatore Ottone III, fin dal 996, diritti di pascolo sulla località di Lepia, a sud della Statale 11 (l'antica via Postumia), ricca di torrenti, che oggi si trova in comune di Lavagno.
Dai documenti emerge che, oltre ai cereali, erano coltivati la vite e l'olivo. La pieve riscuoteva il diritto di decima e godeva di particolari immunità.
L'importanza strategica accordata ad Illasi è confermata dalla decisione di costruire il castello che ancora svetta sulla collina a dominare il paese.
Un'opera decisamente notevole per le possibilità del tempo, e un interessante rompicapo per archeologi e studiosi. Infatti la struttura principale (un maschio affiancato ad un cassero, configurazione semplice ma massiccia quasi unica in Europa) è di epoca prescaligera, e non è chiaro quale potente possa avere realizzato un'opera così tecnologicamente avanzata (l'ampio arco romanico all'interno del maschio trova corrispondenti solo in simili manufatti, comunque più piccoli, in alcune case torri di nobili famiglie cittadine) senza lasciare tracce documentali. È stato attribuito ad Ezzelino III da Romano, ma egli potrebbe anche avere solo restaurato un edificio già esistente. Altri interrogativi riguardano la destinazione del fortilizio: la vasta sala e il largo scalone esterno fanno pensare che potesse avere anche una funzione di rappresentanza e non solo militare. Attualmente sull'area è in corso uno studio promosso dalle Università di Verona e dal Politecnico di Milano, che certamente arricchirà il dibattito, e potrà essere lo spunto per un maggiore interessamento di istituzioni e cittadini alla conservazione del simbolo del paese.
L'area comunque appare fortificata fin dal X secolo. Nei secoli successivi il castello è coinvolto in tutte le vicende belliche veronesi. Usato come palatium da Ezzelino, poi rifugio di Pulcinella delle Carceri, nobile fuoriuscito da Verona nella turbolenta età comunale, sarà donato ufficialmente dal Papa Niccolò III ad Alberto I della Scala (padre di Cangrande) per i suoi meriti nella lotta agli Albigesi (Catari), dopo la conquista della roccaforte eretica di Sirmione, terminata col rogo in Arena dei prigionieri.
In età scaligera è inserito nello scacchiere difensivo della città, articolato ad est sui castelli di Soave e Montorio. Più volte sarà assediato dagli eserciti di vari signori: le truppe potevano facilmente praticare scorrerie fin sotto le mura di Verona. Solo i castelli offrivano con le loro guarnigioni fisse e i loro recinti fortificati un riparo alla popolazione degli indifesi villaggi circostanti.
Particolarmente travagliato per il castello sarà il periodo seguente alla caduta dei della Scala (1387): in pochi anni subisce duri attacchi e colpi di mano fra milizie dei Carraresi di Padova, dei Visconti di Milano e della Serenissima. Viene dato alle fiamme con le case ad esso addossate dai Carraresi, per punire il plauso degli illasiani all'avvento dei veneziani (1403).

### L'età veneziana
Nella prima età veneziana l'evoluzione dell'arte guerresca rende il castello ben presto obsoleto e vulnerabile. Il condottiero milanese Nicolò Piccinino lo espugna con facilità nel 1437 così come gli altri castelli della zona.
Venezia decide di dismetterlo, e dopo la difficile lotta contro la Lega di Cambrai lo consegna alla famiglia Pompei, nominati feudatari di Illasi per i servigi resi. Infatti il conte Girolamo Pompei, detto il Malanchino, si distingue con numerose operazioni quasi di guerriglia contro forze ben più numerose, capitanando squadre di contadini della zona. Azione clamorosa è la cattura, l'8 agosto 1509, del marchese di Mantova Francesco II Gonzaga, colto indifeso presso la sua amante.
La maggior parte delle altre famiglie nobili veronesi guardò invece con simpatia alla calata dell'esercito asburgico: antica era la tradizione di legami con il mondo imperiale e germanico. Venezia non poteva allora non legare a sé le poche famiglie rimaste fedeli in quel drammatico periodo che l'aveva vista pressoché soccombente.
Con la donazione ai Pompei,ha termine la funzione militare del castello, che diviene palazzo di residenza della famiglia,  ma l'adattamento non soddisfa i novelli conti. Le due famiglie Pompei si trasferiscono dal XVII secolo ai piedi della collina, in due più agevoli e lussuose ville. Inizia il lento abbandono del maniero e l'incuria che proseguono fino ai giorni nostri.

## Monumenti e luoghi d'interesse

### Architetture religiose

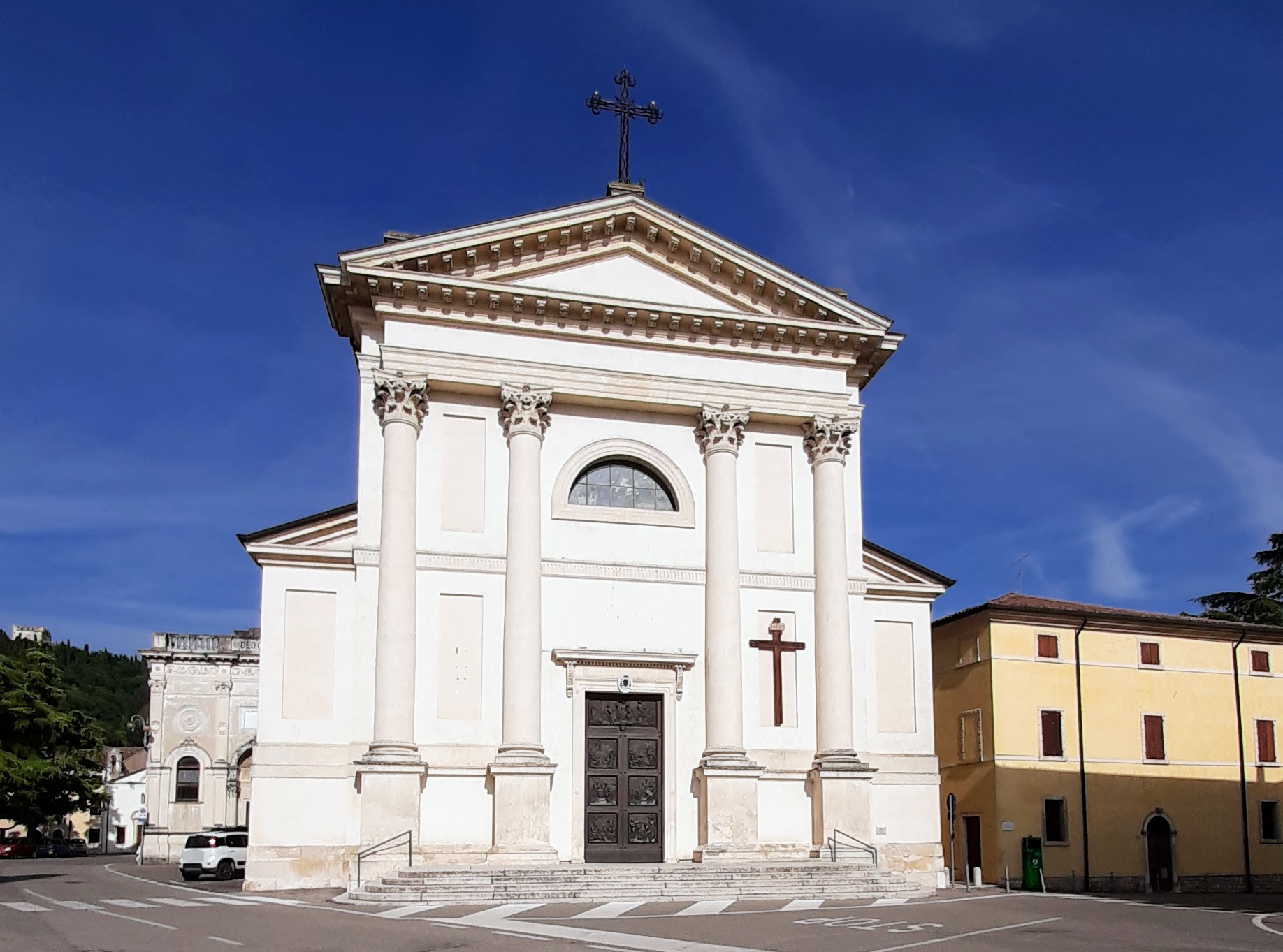
Chiesa parrocchiale di San Giorgio Martire in Illasi.

Chiesa di San Giorgio Martire (XIX secolo)Fondata nell'Alto Medioevo, come Pieve di san Giorgio, al centro del paese. L'antica chiesa, divenuta insufficiente ai bisogni della popolazione, non è stata abbattuta ma ampliata alla metà del 1800. L'edificio attuale è stato completato nella metà del XIX secolo. La facciata neoclassica, su progetto di Gottardi, è stata abbellita negli anni '90 da un monumentale portone in bronzo, recante scene sacre. Della vecchia Pieve si conservano l'altare maggiore, con ai lati le statue marmoree dei patroni Giorgio e Bartolomeo, opera dello scultore Schiavi, il battistero del XVI secolo in marmo rosso di Verona, una statua di San Bartolomeo del XIII secolo. Gli altari laterali provengono dalla soppressa Chiesa di San Sebastiano di Verona, appartenente all'Ordine dei Gesuiti, tra cui l'altare Pindemonte con due putti scolpiti da Sante Calegari. All'altare della Madonna del Rosario, ogni prima domenica di ottobre si svolge la tradizionale Supplica alla Madonna di Pompei. Nella Sagrestia si può ammirare un affresco tardogotico della Madonna con Bambino e Angeli, di Stefano da Zevio (1379–1438 circa), amico del Pisanello, staccato dal vecchio edificio. Da notare la presenza nella chiesa di matronei, che fino quasi al XX secolo hanno permesso alle famiglie nobili del paese di assistere alla Messa da luogo separato e nascosto.

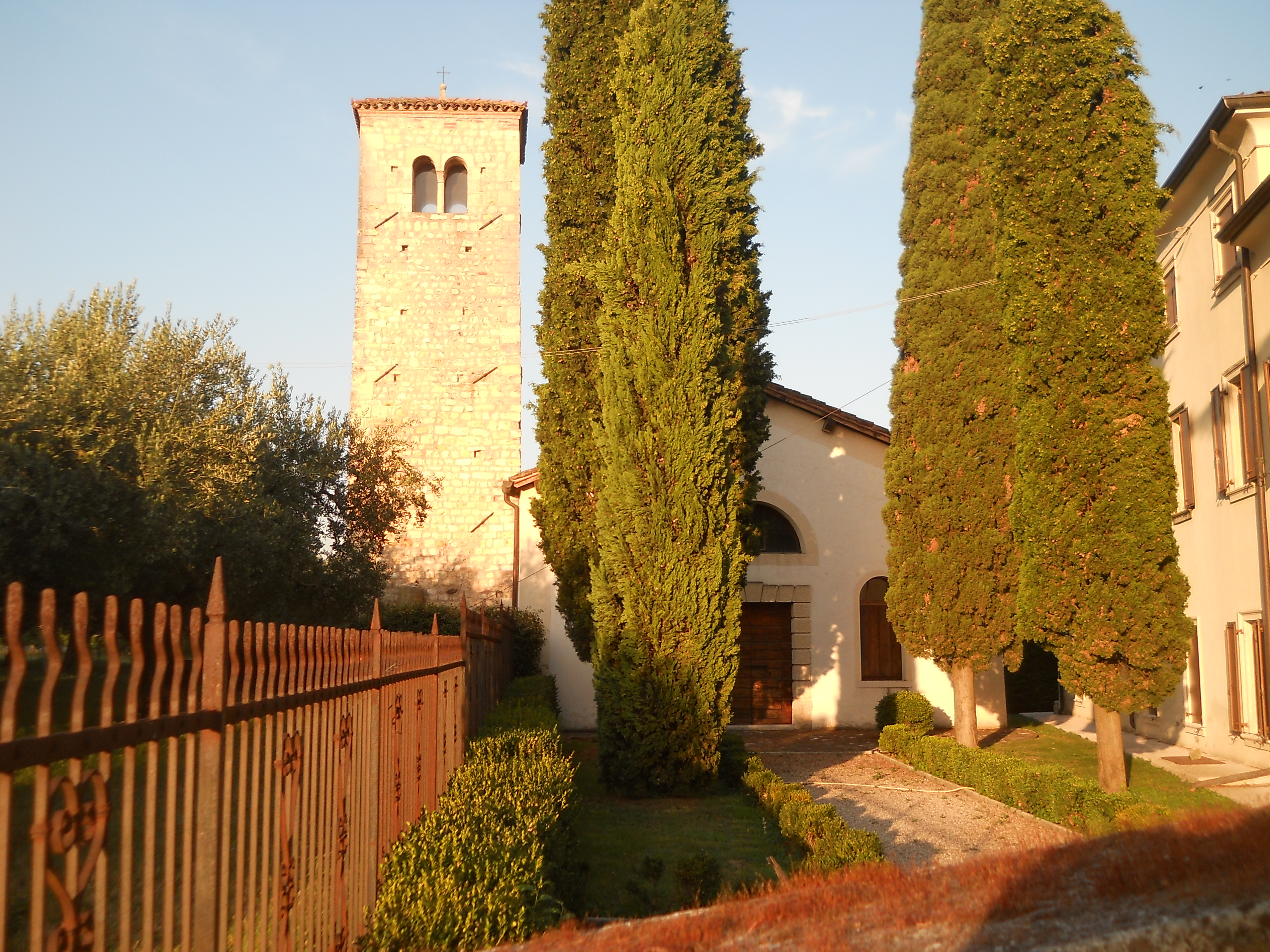
La chiesa di Santa Giustina.

Chiesa di Santa Giustina (XI secolo)Sorge a sud ovest del paese, in un luogo già abitato in epoca romana. In età molto antica vi fu fondato un oratorio cristiano, che divenne uno dei centri più importanti per la diffusione del Cristianesimo nel veronese, assieme all'omonima chiesa di Santa Giustina di Palazzolo di Sona. La dedicazione a santa Giustina da Padova probabilmente è dovuta ai Longobardi, popolo molto devoto a questa santa. Come si è scoperto durante i lavori in epoca moderna, sotto l'altare era collocata una pietra miliare romana del IV secolo, rovesciata, con dedica agli imperatori Costantino e Massimino. La collocazione di reperti romani era frequente nelle chiese paleocristiane e altomedievali (ad esempio, poco lontano, nella chiesa del monastero di San Giuliano a Lepia di Lavagno), ma in questo caso sembra assumere un significato simbolico, da una parte segno della vittoria sul mondo pagano (in questo caso, proprio sotto l'imperatore Massimino venne uccisa Giustina), dall'altro un riconoscimento dell'importanza di Roma, che veniva "completata" dal Cristianesimo. Nel medioevo vi sorgeva un monastero, che avrebbe avuto quale priora una figlia monaca di Cangrande della Scala. Nel XVIII secolo tutto il complesso risultava in pessime condizioni, e la chiesa venne ricostruita in dimensioni più piccole. Oggi a testimonianza dell'insigne passato resta il suggestivo campanile in pietra, recante la data 1100 su una delle travi, con un elegante bifora romanica.
Chiesa di Sant'Anna (XVII secolo)Piccola chiesetta che sorge in località Giara, lungo la via per Verona prima della costruzione, nel dopoguerra, dell'attuale Strada Provinciale. È di origine medievale, conserva un affresco della Santa patrona sopra l'altare maggiore e affreschi del XX secolo di Carlo Donati. Vi celebrò la prima messa San Gaspare Bertoni, fondatore della Congregazione degli Stimmatini, il 24 settembre 1800. Egli era imparentato con la famiglia Cipolla, che all'epoca possedeva il terreno della chiesetta (detta infatti "delle çeole", "cipolle" in dialetto veronese). Oggi la chiesa fa parte del complesso di Villa Avrese. Nella settimana del 26 luglio, giorno di Sant'Anna, viene celebrata una Messa, cui segue una festa di tutta la contrada di Giara.
Chiesa di San Marco (XX secolo)Edificata nel dopoguerra, fa parte del complesso di Villa Trabucchi, sulla collina a Est del paese. All'interno, nell'abside, vi è un affresco di Marco Macola e rappresenta una scena del Martirio di San Jacopo. Nella torre campanaria è presente un concerto di campane alla veronese, ed è sede di un'annuale gara campanaria.

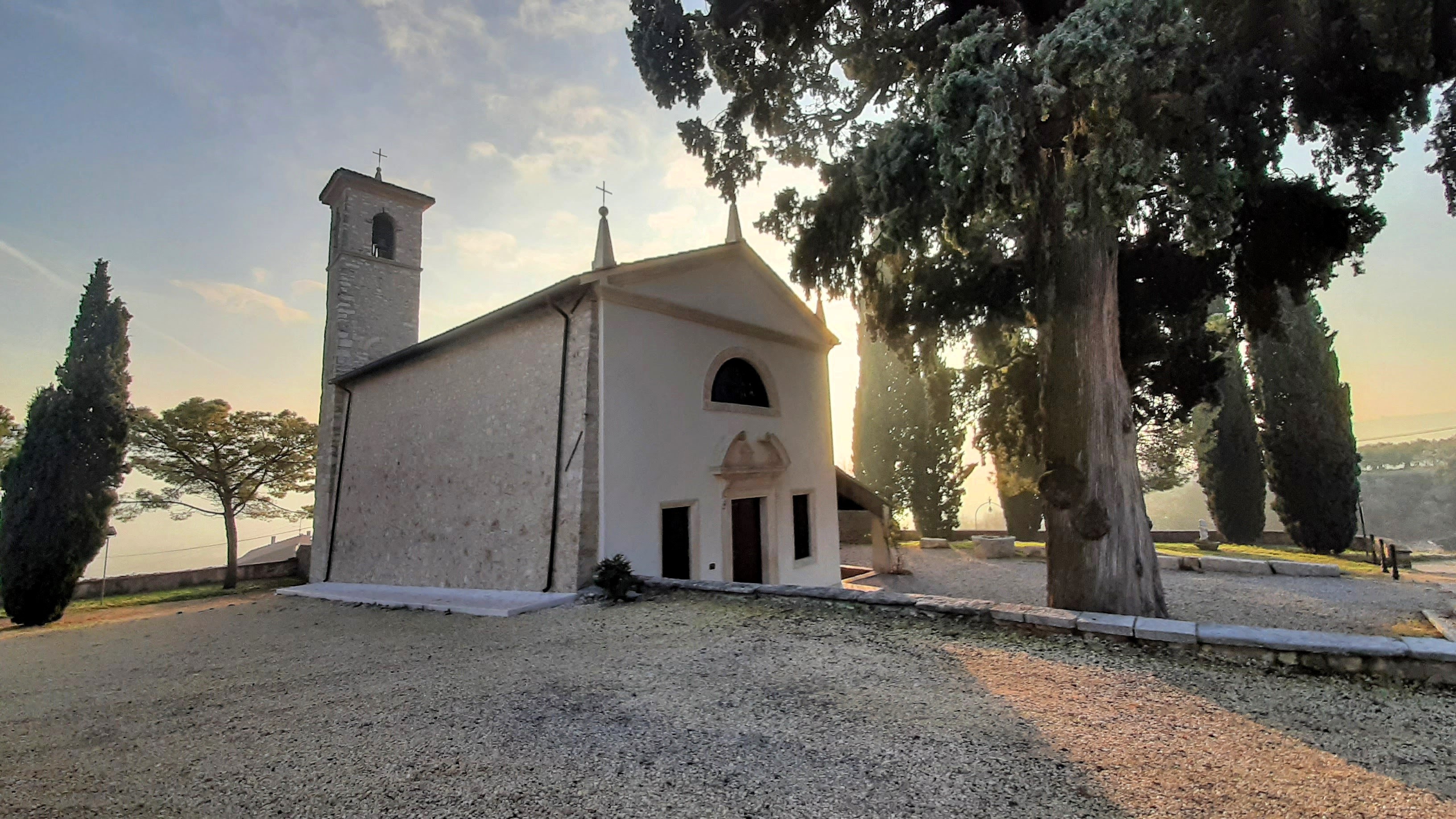
Chiesa di San Colombano e santuario della Madonna di San Colombano.

Chiesa di San Colombano e santuario della Madonna di San Colombano (XIV secolo)Si trova oltre la collina ad Est del paese, sul versante che guarda la Valtramigna e ai confini con il comune di Cazzano. L'attuale edificio risale al XIV secolo con ampliamenti successivi. Su una facciata dell'antica chiesa si trovava un'edicola con un'immagine della Madonna molto venerata dagli abitanti. Nel XVII secolo per custodire il dipinto, ritenuto miracoloso, venne ampliata l'odierna chiesetta, che da allora è sempre stata luogo di grande devozione e affetto per gli illasiani. Degli affreschi all'esterno della chiesa, raffiguranti parti anatomiche, indicano le grazie ricevute dai fedeli (altri ex voto del XVII secolo su tavolette di legno si trovano oggi nella Chiesa Parrocchiale). Dal 1837, quando un'epidemia di colera risparmiò Illasi, viene rispettato il voto di ringraziamento fatto dagli abitanti di allora, e ogni anno, la seconda domenica di maggio, viene compiuta una processione che sale dal paese sul colle, per discendere al Santuario. Fino a pochi anni fa, il pellegrinaggio vedeva un grande concorso di popolo, e venivano cantate lungo il percorso delle particolari litanie dedicate alla Madonna che oggi sono il ricordo solo di alcune anziane.

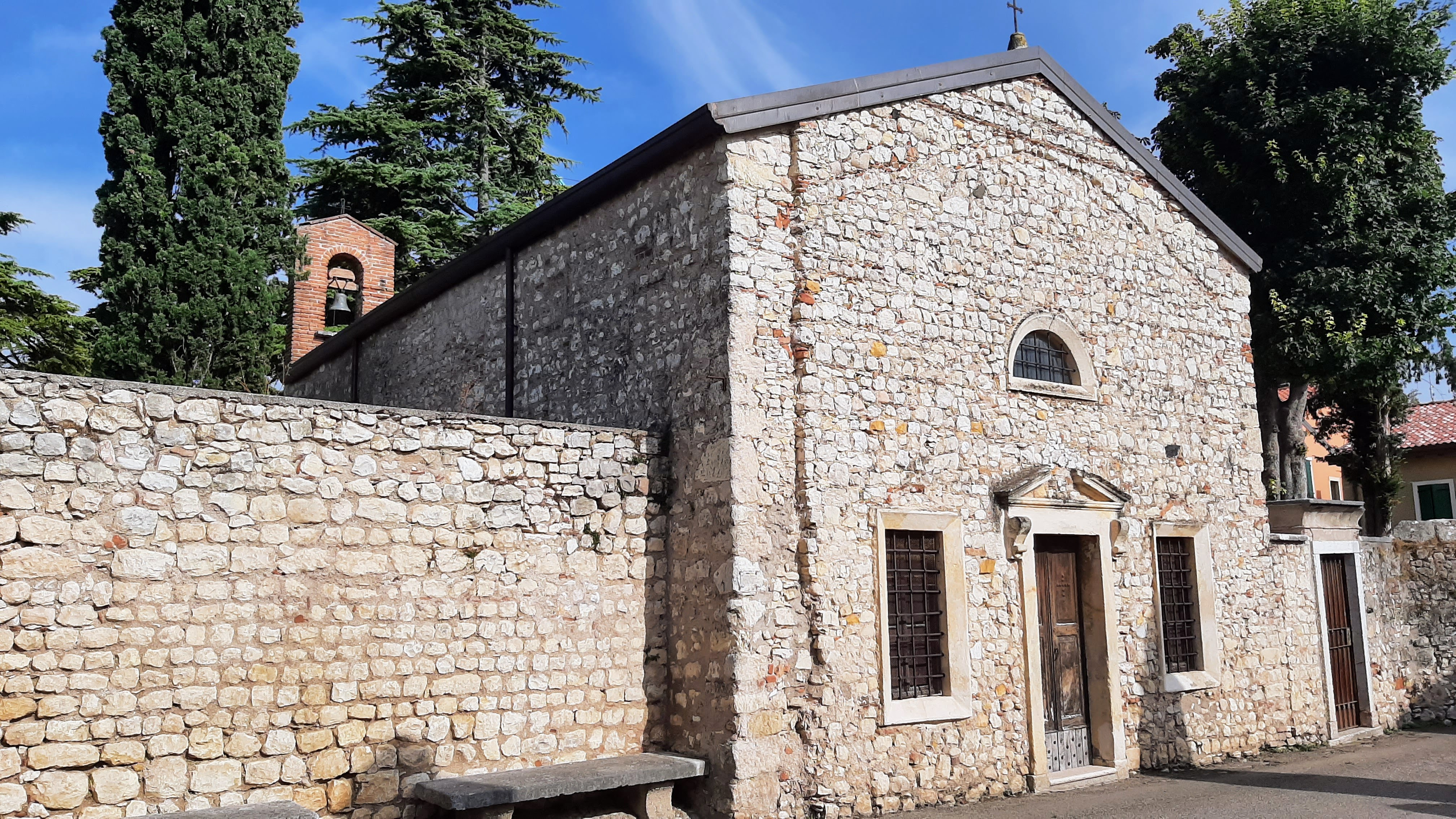
Chiesa di Sant'Anna in località Giara.
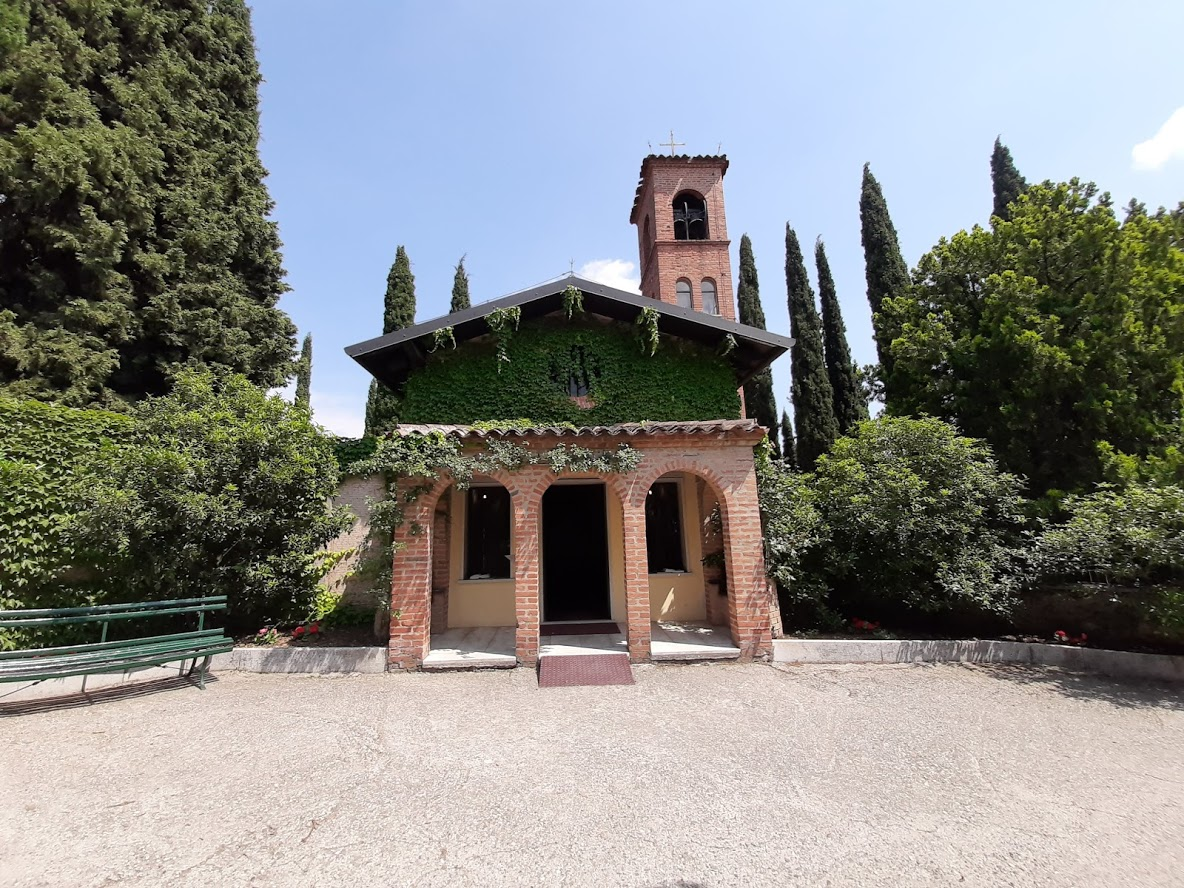
Chiesa di San Marco Evangelista presso villa Trabucchi.

### Ville
- Villa Pompei Carlotti - XVII secolo
- Villa Perez Pompei - Sagramoso - XVII secolo
- Villa Avrese
- Villa Trabucchi - XIX secolo
- Villa Settembrini - Trabucchi - XIV secolo
- Villa ora Bistaffa, prima Gallizioli, XVIII secolo Sprea
- Palazzo Municipale antico 1200, attuale 1890

### Fortificazioni
- Castello d'Illasi - XIII secolo

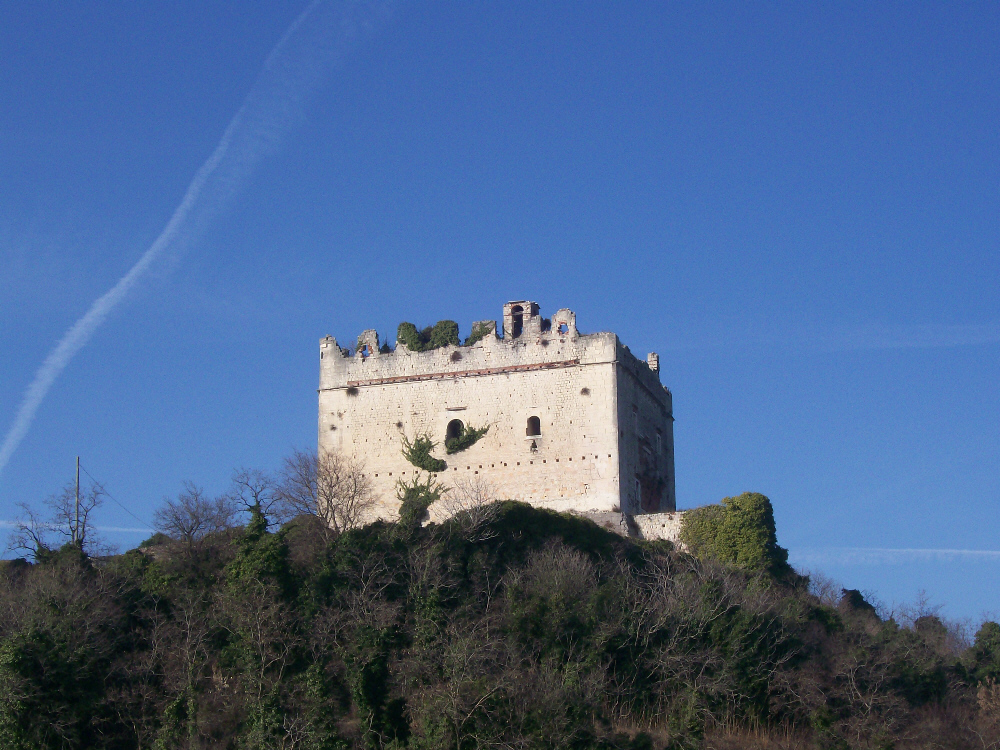
Il castello d'Illasi visto dal lato sud.

- La Rotonda (vicino contrada Grisi). Eremo, luogo di meditazione e preghiera di don Bonifacio Sprea

### Case storiche
- Via Matteotti, 17 - XVIII secolo
- Stradone Roma - XIV secolo- XX secolo
- Via Domegiano - XIII secolo
- Via Montecurto 3 -X secolo

## Società

### Evoluzione demografica
Abitanti censiti

## Cultura

### Gli appuntamenti
- Sagra di San Bartolomeo

24 agosto, o la domenica successiva.
È il patrono del capoluogo. Presso il centro del paese, con rassegna nazionale del miniquadro.
- Canto corale popolare

Primo sabato di luglio.
Nelle corti delle storiche ville illasiane, rassegna di canto corale popolare, organizzata dal Coro "Piccole Dolomiti" di Illasi.
- Sagra di Sant'Anna

Quarto venerdì di luglio.
Nella contrada di Giara, in onore di Sant'Anna (26 luglio), viene celebrata presso la chiesa a lei dedicata una Santa Messa, con festa a seguire. Per molti anni questa festa vide la presenza costante di S.E. Mons. Andrea Veggio, già vescovo ausiliare di Verona.
- Processione della Madonna di San Colombano

Seconda domenica di maggio.
Dal 1836, in seguito a un voto della comunità illasiana, annuale pellegrinaggio mariano dalla chiesa parrocchiale al Santuario e celebrazione della Santa Messa.
- Cellorestate.

Rassegna Teatrali, Varietà e Sport a Cellore d'Illasi con ingresso gratuito.
- Trofeo Alberto Trabucchi

Ogni seconda domenica di settembre si svolge, presso la Chiesa di San Marco, una gara di campane alla veronese.
- L'Olio fa Festa

La terza e la quarta settimana di novembre con musiche e degustazione di prodotti locali.
- Mercato

Il mercato si svolge il venerdì, nella piazza del paese.

## Infrastrutture e trasporti
Illasi è interessata dal percorso della Strada Provinciale 10 (SP10). Essa parte in prossimità della ex Strada Statale Padana Superiore (SS11), circa 5 km a sud del capoluogo, e prosegue attraverso la Val d'Illasi all'interno dell'altopiano lessinico fino a raggiungere Giazza.
Fra il 1883 e il 1956 era presente una fermata della tranvia Caldiero-Tregnago, diramazione della Verona-San Bonifacio che rappresentò il mezzo di trasporto principale per il collegamento di persone e merci fra Verona e la bassa Val d'Illasi. Soggetta nel corso della sua storia a diversi passaggi di gestione, la linea venne elettrificata nel 1922.

## Economia
Area che ha mantenuto la sua vocazione agricola. È zona di produzione del vino Valpolicella DOC, del ValpolIcella Superiore DOC, dell'Amarone della Valpolicella DOCG, del Recioto della Valpolicella DOCG, del Soave DOC, del Soave Superiore DOCG e del Recioto di Soave DOCG
Promettenti sono l'artigianato e la piccola industria manifatturiera e dolciaria.

## Amministrazione
| Periodo       | Periodo       | Primo cittadino    | Partito                                            | Carica                  | Note                |
| ------------- | ------------- | ------------------ | -------------------------------------------------- | ----------------------- | ------------------- |
| luglio 1952   | luglio 1990   | Alberto Trabucchi  | Democrazia Cristiana                               | Sindaco                 | [ 11 ]              |
| luglio 1990   | dicembre 1992 | Alberto Trabucchi  | Democrazia Cristiana                               | Sindaco                 | Dimissioni          |
| febbraio 1993 | aprile 1995   | Renzo Castagna     | Democrazia Cristiana                               | Sindaco                 | [ 13 ]              |
| giugno 1994   | agosto 1994   | Renata Carletti    |                                                    | Commissario prefettizio | [ 14 ]              |
| aprile 1995   | giugno 1999   | Renzo Castagna     | Lista civica                                       | Sindaco                 | [ 15 ]              |
| giugno 1999   | giugno 2004   | Renzo Castagna     | Lista civica                                       | Sindaco                 | [ 16 ]              |
| giugno 2004   | giugno 2009   | Giuseppe Trabucchi | Lista civica                                       | Sindaco                 | [ 17 ]              |
| giugno 2009   | luglio 2011   | Giuseppe Vezzari   | Lista "L'Intesa-Lega Nord"                         | Sindaco                 | Mozione di sfiducia |
| luglio 2011   | maggio 2012   | Arnaldo Anselmi    |                                                    | Commissario prefettizio | [ 19 ] [ 20 ]       |
| maggio 2012   | giugno 2017   | Paolo Tertulli     | Lista civica di centro-sinistra "Tertulli sindaco" | Sindaco                 | [ 21 ]              |
| giugno 2017   | giugno 2022   | Paolo Tertulli     | Lista civica di centro-sinistra "Uniti x crescere" | Sindaco                 | [ 21 ]              |
| giugno 2022   | in carica     | Emanuela Ruffo     | Lista civica di centro-sinistra "Futuro comune"    | Sindaco                 | [ 21 ]              |

### Gemellaggi
- Wörth an der Isar, dal 2001[22]

Il comune fa parte del movimento patto dei sindaci

## Sport

### Calcio
La principale squadra di calcio della città è l'A.D.C. Illasi che milita nel girone C veneto di Prima Categoria.
Ulteriore squadra di calcio rappresentativa del Paese sono gli "Amatori Val D'Illasi", squadra nata nel 2016, che ha conquistato già dal primo anno la promozione in Prima Divisione del Campionato Csi - Veneto con promozione nella categoria Top nel 2022.

### Pallavolo
La principale società di pallavolo è G.S. Illasi Volley, la quale raggruppa diverse formazioni giovanili dilettantistiche di importanza regionale. Inoltre ospita la franchigia del Volley Maschile BelliFreschi Volley.